# Urs Odermatt
Urs Odermatt (* 28. Februar 1955 in Stans, Kanton Nidwalden) ist ein Schweizer Regisseur, Autor und Herausgeber.

## Leben und Wirken
Nach einigen Jahren als freier Journalist, Filmkritiker und Photograph lernte Urs Odermatt bei den beiden polnischen Altmeistern Krzysztof Kieślowski und Edward Żebrowski Regie und szenisches Schreiben. Er arbeitet in Deutschland und in der Schweiz als Regisseur für Film, Fernsehen und Theater. Zusammen mit dem Kameramann Rainer Klausmann gründete er 1990 die Produktionsfirma Nordwest Film AG.
Urs Odermatt ist der Sohn des Nidwaldner Photographen Arnold Odermatt (1925–2021) und gibt seit 1993 dessen Werk heraus. Bei den Recherchen zu seinem Spielfilm Wachtmeister Zumbühl entdeckte er 1992 das Photoarchiv seines Vaters und stellte die Arbeiten zu den Werkgruppen Karambolage, Im Dienst, In zivil, Feierabend und Die Nidwaldner zusammen.
Urs Odermatt lebt und arbeitet in der alten Spinnerei in Windisch.

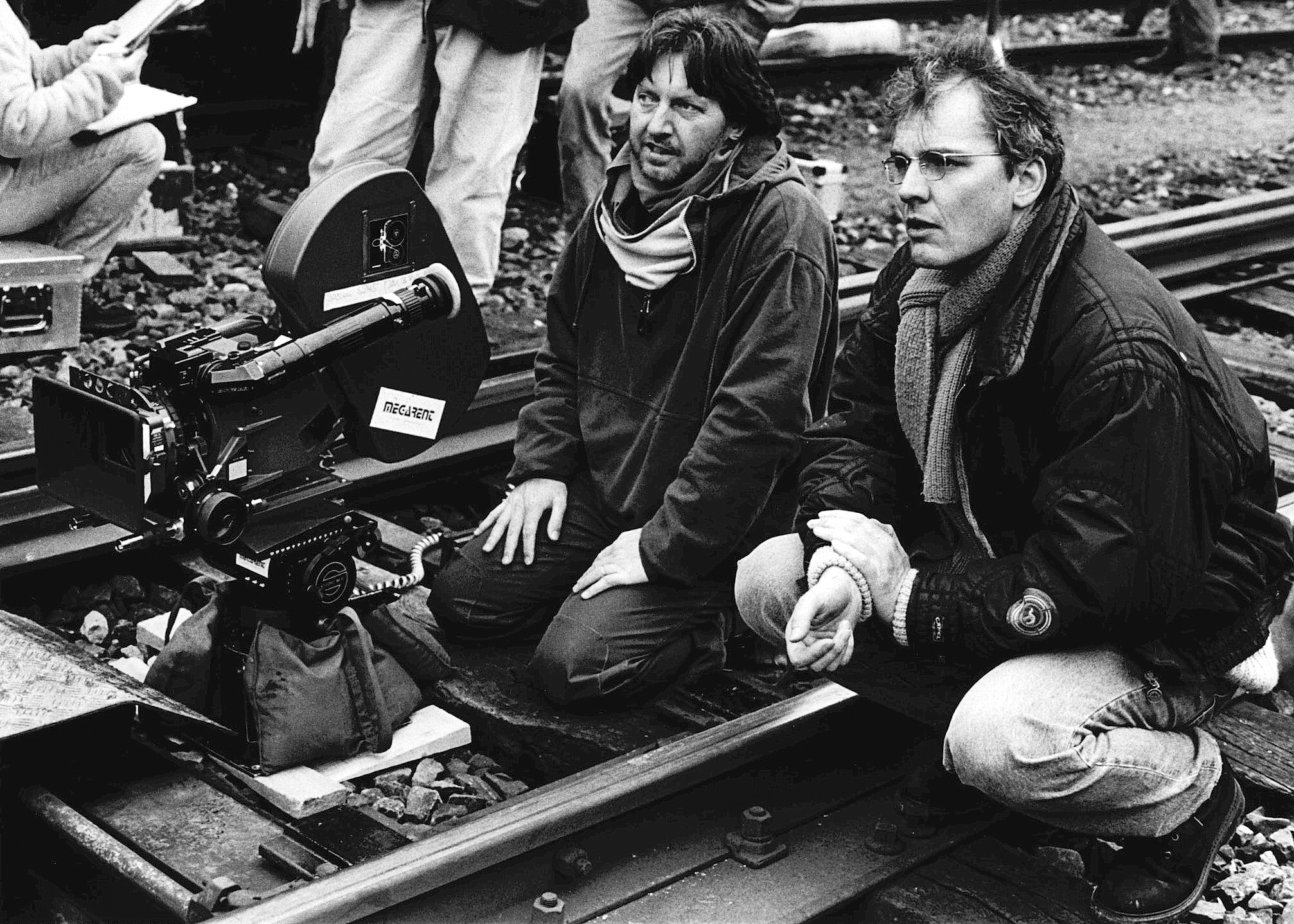
Dreharbeiten zum Spielfilm Wachtmeister Zumbühl. Links: Rainer Klausmann (Kamera), rechts: Urs Odermatt (Regie)

## Filme
- 1985 – Besuch bei der alten Dame (Kurzfilm)
- 1986 – Rotlicht! (Spielfilm)
- 1988 – Gekauftes Glück (Spielfilm)
- 1990 – Der Tod zu Basel (Fernsehfilm, nach einem Drehbuch von Markus Kutter)
- 1991 – Gesichter der Schweiz. Rätoromanischer Beitrag zu einem dokumentarischen Episodenfilm. Zusammen mit Kurt Gloor, Francis Reusser, Claude Goretta, Hans-Ulrich Schlumpf, Nicolas Gessner, Thomas Koerfer u. a.
- 1991 – Lopper (Dokumentarfilm, aus historischem Filmmaterial von Arnold Odermatt über den Bau der ersten Schweizer Autobahn am Acheregg und am Lopper)
- 1994 – Wachtmeister Zumbühl (Spielfilm), ISBN 3-7165-0960-4, Colosseum Records CD CST 34.8050 LC 3387
- 1996 – Polizeiruf 110: Kleine Dealer, große Träume (Fernsehfilm)
- 1996 – Zerrissene Herzen (Fernsehfilm)
- 1997 – Lisa Falk: Der letzte Besucher (Fernsehserie)
- 1997 – Lisa Falk: Ein ganz einfacher Fall (Fernsehserie)
- 1998 – Tatort: Ein Hauch von Hollywood (Fernsehfilm)
- 2009 – Mein Kampf (Spielfilm, frei nach dem gleichnamigen Theaterstück von George Tabori, mit Tom Schilling und Götz George)
- 2011 – Der böse Onkel (Spielfilm, nach dem gleichnamigen Theaterstück von Urs Odermatt)
- 2017 – Achtung! Casting (Experimentalfilm – Casting als performative Installation)

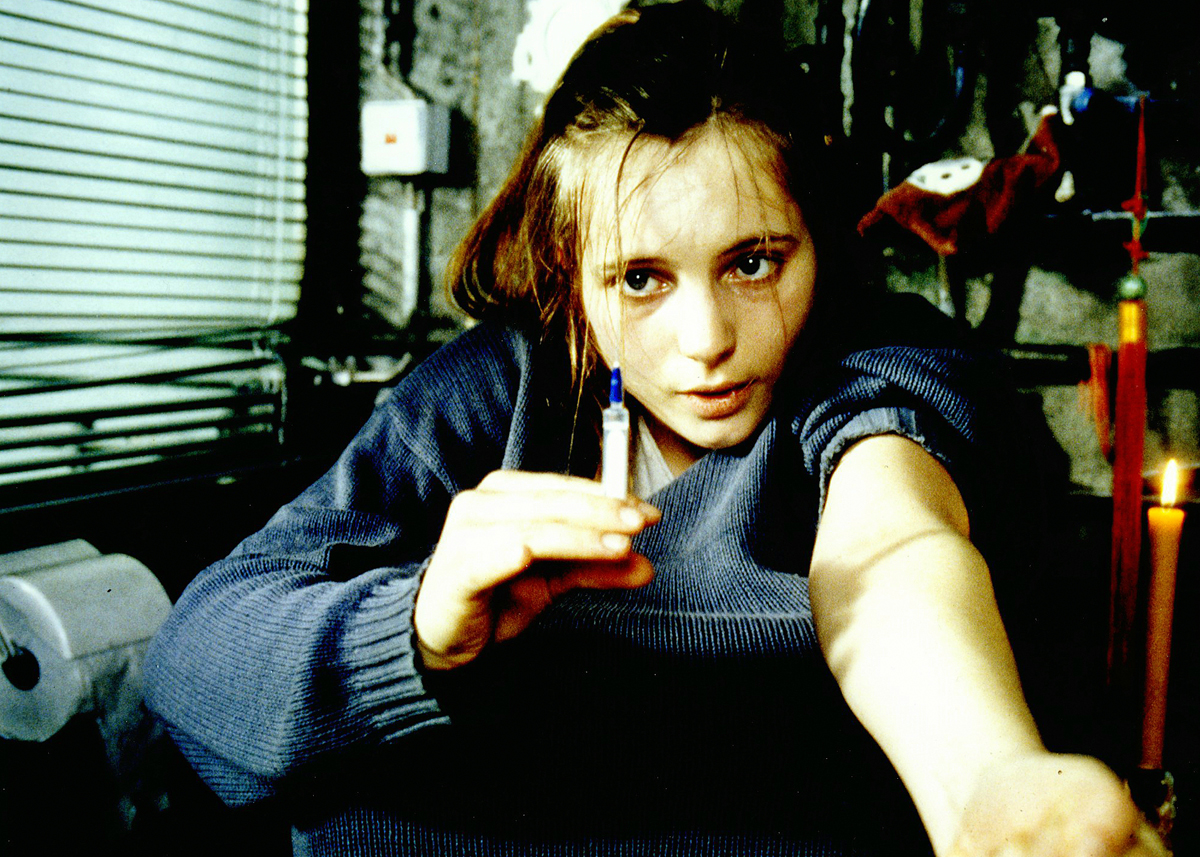
Nadja Uhl in Polizeiruf 110: Kleine Dealer, große Träume

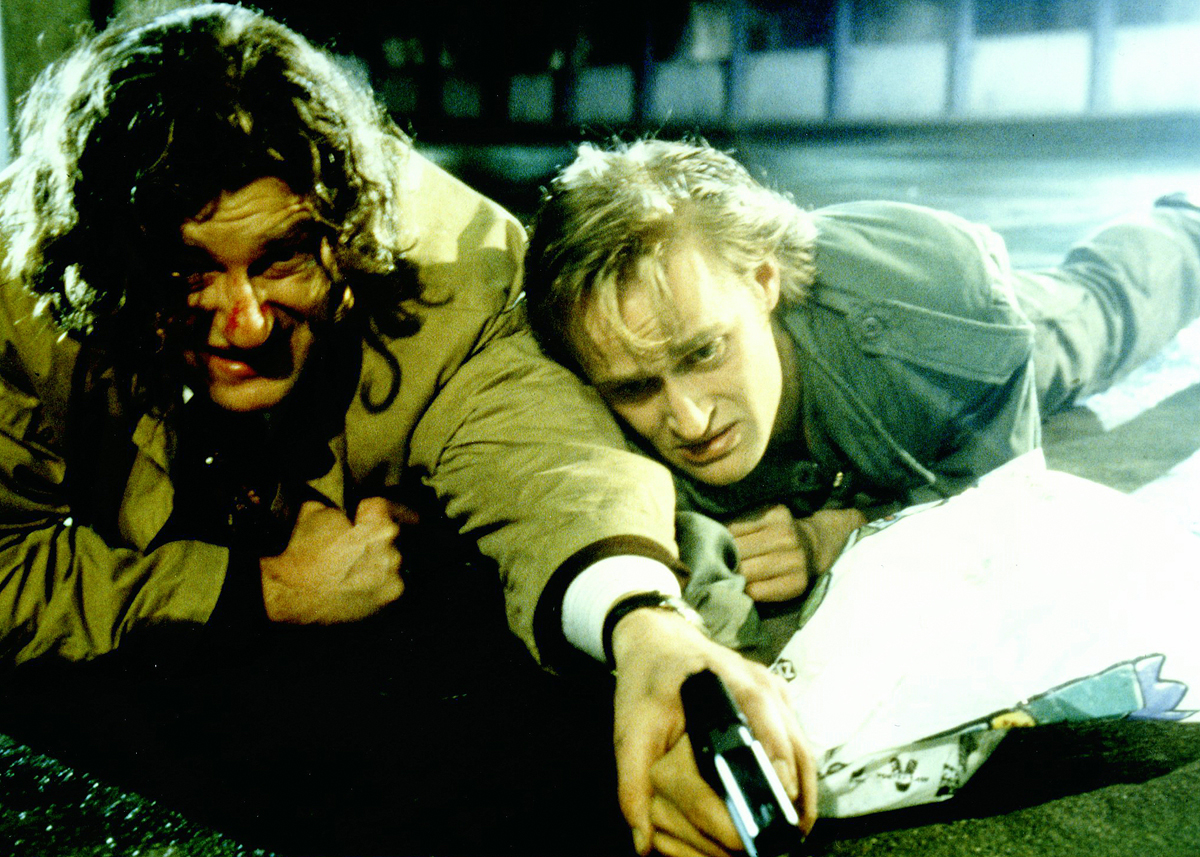
Dominic Raacke und Jürgen Vogel in Polizeiruf 110: Kleine Dealer, große Träume

Neben den beiden Kameraleuten, dem Schweizer Rainer Klausmann und dem Polen Piotr Lenar, gehört auch der Münchner Filmkomponist Norbert J. Schneider (heute: Enjott Schneider) zu den regelmässigen engen Mitarbeitern von Urs Odermatt.

### Kritiken
Den Fernsehformaten Tatort und Polizeiruf 110 hat Urs Odermatt zwei der «abgedrehtesten» Folgen beigesteuert, die sich mit ihrer «gelungenen Mischung aus Ernsthaftigkeit und intelligentem Witz wohltuend vom Krimireihen-Einerlei» abheben, mit einem «Panoptikum schräger Vögel (…), um den wirklichkeitsgetreuen Hauptfiguren eine grotesk gemusterte Tapete als Hintergrund zu bieten.» «Soviel boshafte Komik war selten im Krimigenre.».
Gekauftes Glück war 1989 bei Presse und Kinopublikum einer der erfolgreichsten Schweizer Autorenfilme. Die Kritik lobt die «sorgfältige Choreographie der Blicke, die sich von der gängigen Geschwätzigkeit des deutschsprachigen Autorenfilms wohltuend abhebt».
Wachtmeister Zumbühl verstörte durch die klaustrophobe Zeichnung der geschlossenen Gesellschaft eines kleinen Dorfes, in der jeder jeden kennt und jeder von jeden alles weiss, «die Welt in einem Wassertropfen» (Krzysztof Kieślowski).
Zu Der böse Onkel schreibt die Basler Zeitung: «Urs Odermatt gelingt der radikalste und provokativste Schweiz Film seit Jahren» und der Tages-Anzeiger: «Die Machart von ‹Der böse Onkel› ist so atemberaubend ungewöhnlich, dass man kaum glauben kann, dass der Regisseur ein Schweizer ist.»
Um seinen Film «Achtung! Casting» herzustellen, lud Odermatt junge, teils minderjährige Schauspielerinnen zum Casting für ein fiktionales Projekt ein. Während dieses Castings kam es zu tatsächlichen sexuellen Übergriffen, die von Odermatt gefilmt wurden. Diesem Vorfall hat eine der betroffenen Frauen, die Schauspielerin und Regisseurin Alison Kuhn, den Dokumentarfilm «The Case You» gewidmet. Der Film rekonstruiert mit betroffenen Schauspielerinnen die traumatischen Geschehnisse des Castings. Im Jahr 2022 wurde der Regisseur aufgrund der Übergriffe vom Bezirksgericht Brugg zur Zahlung von Schadenersatz verurteilt und musste die Aufnahmen löschen.

### Auszeichnungen
Der Fernsehfilm Zerrissene Herzen (1996; Kamera: Piotr Lenar) wurde für die Wettbewerbe der Baden-Badener Tage des Fernsehspiels nominiert.
Gekauftes Glück wurde 1989 am Filmfestival RiminiCinema in Rimini mit dem R d’argento ausgezeichnet.
Der böse Onkel wurde 2012 im Internationalen Wettbewerb des 11. Rome Independent Film Festival mit dem New Vision Award für den innovativsten Film ausgezeichnet.
Die Filmbewertungsstelle Wiesbaden verlieh Gekauftes Glück das Prädikat wertvoll und Mein Kampf das Prädikat besonders wertvoll.

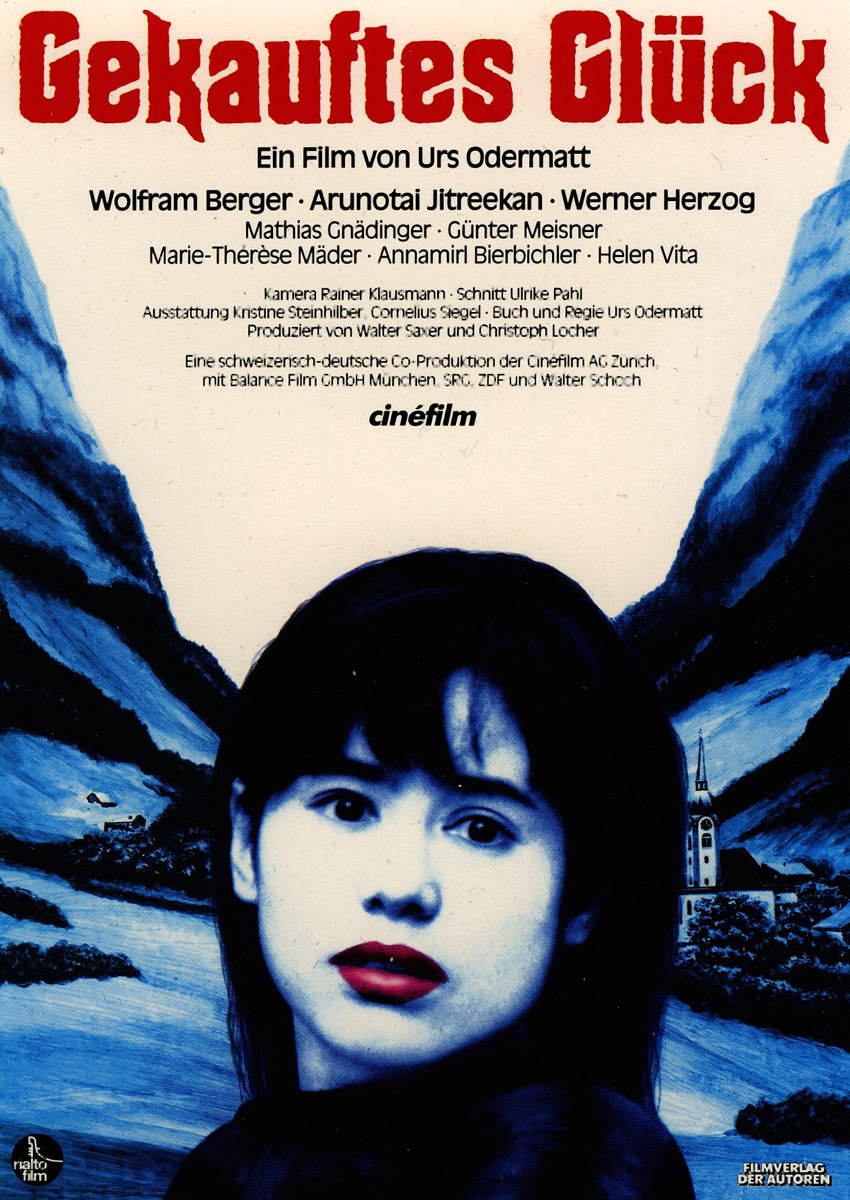
Gekauftes Glück
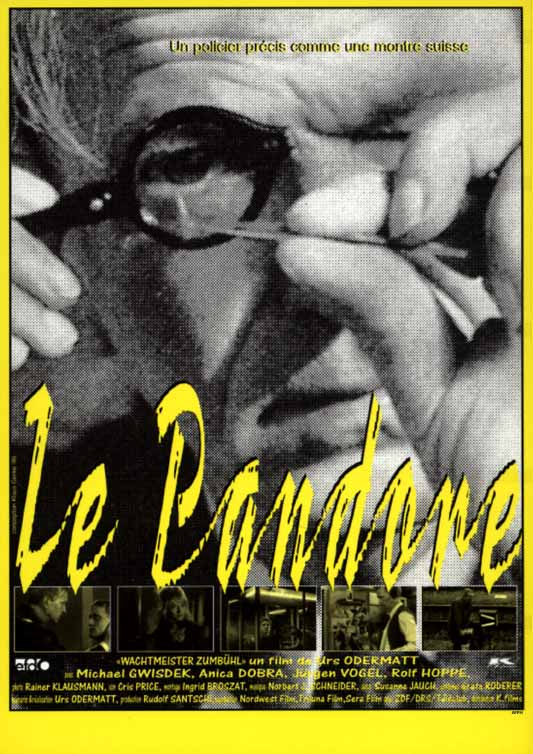
Wachtmeister Zumbühl, franz. Le Pandore
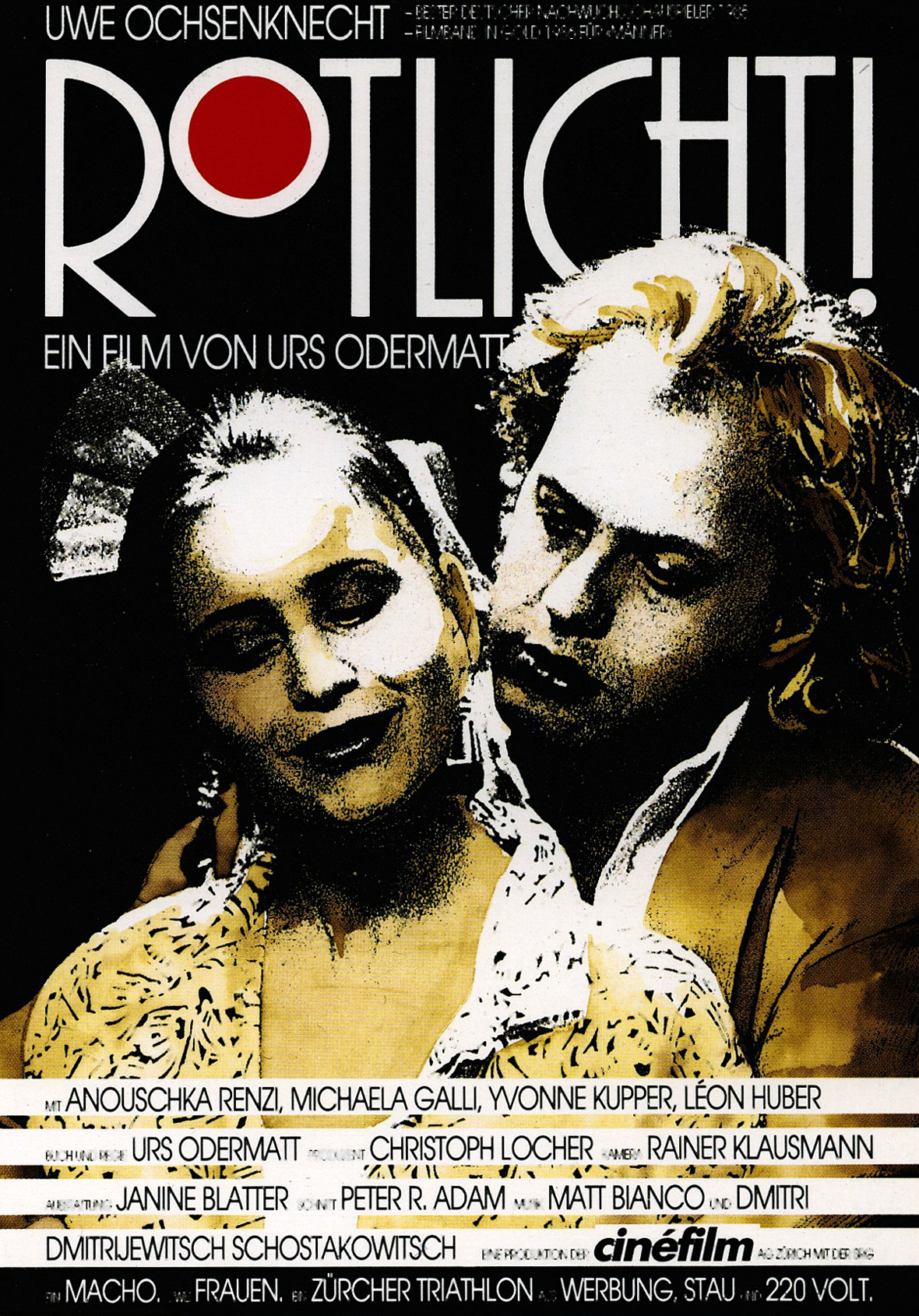
Rotlicht!
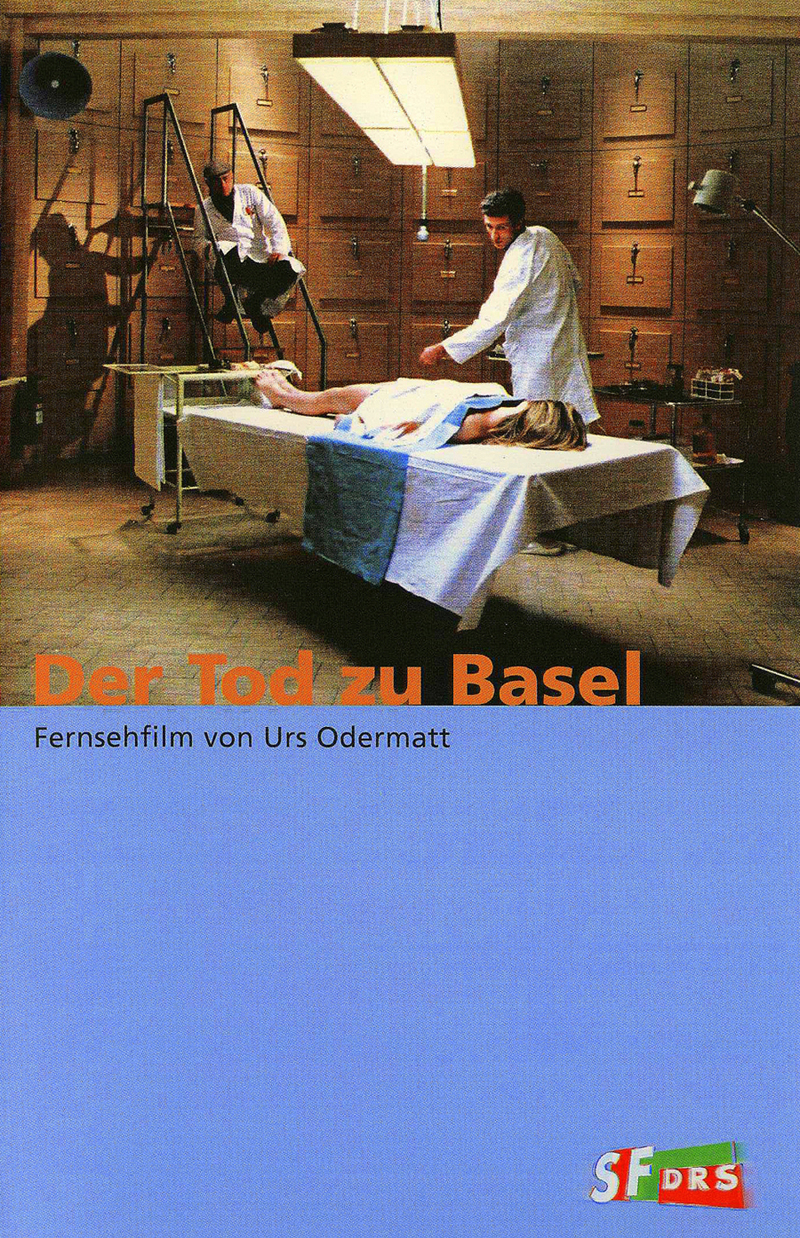
Der Tod zu Basel

## Theaterinszenierungen

### Inszenierungen

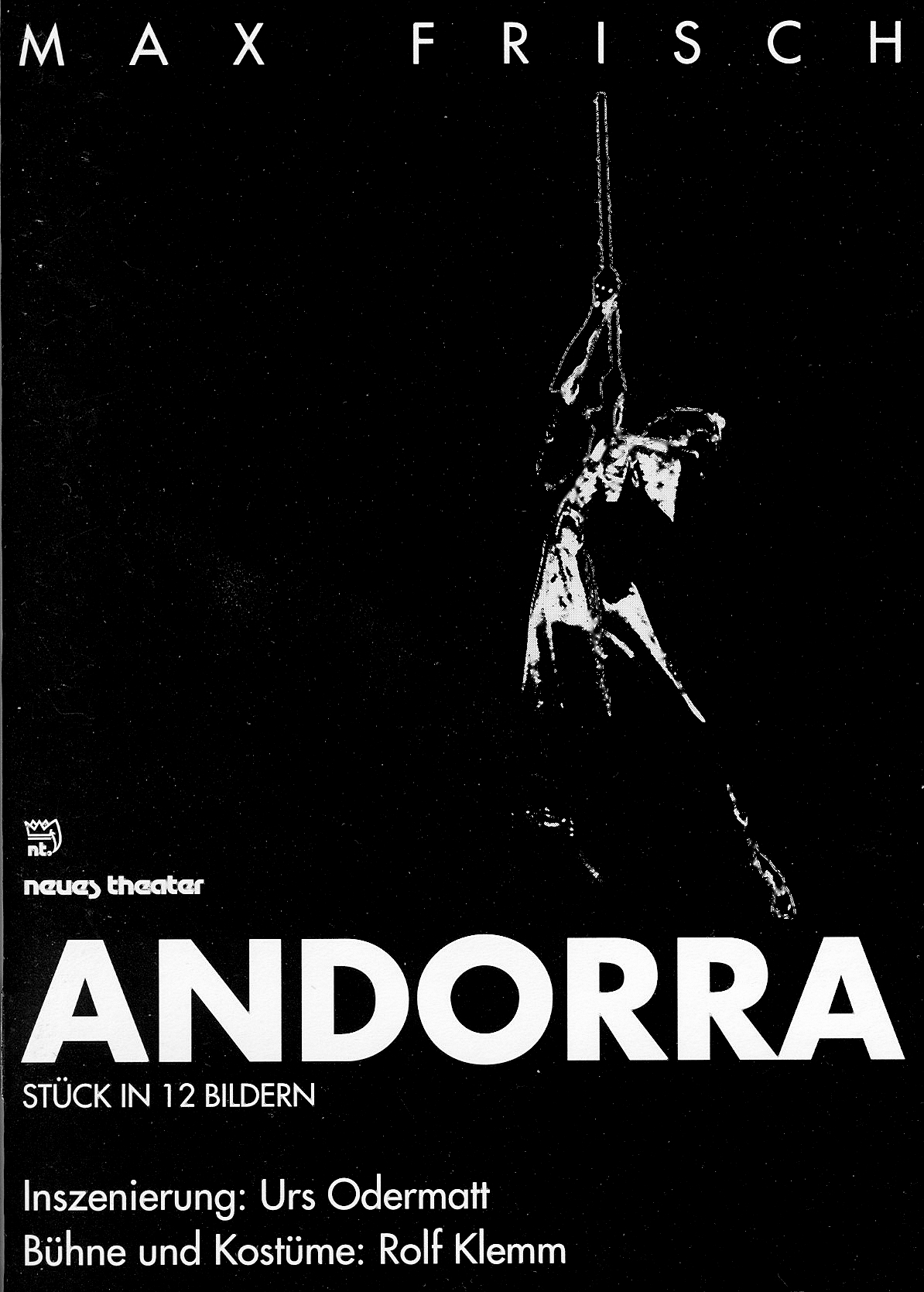
Andorra

- 1993 – Andorra, von Max Frisch. Neues Theater, Halle (Saale).
- 1995 – Seid nett zu Mr. Sloane, von Joe Orton. Kleines Theater, Bonn.
- 1998 – Der Krüppel von Inishmaan, von Martin McDonagh. Oldenburgisches Staatstheater. Deutsche Erstaufführung.
- 2000 – Hautnah, von Patrick Marber. Oldenburgisches Staatstheater.
- 2001 – Der Ignorant und der Wahnsinnige, von Thomas Bernhard. Oldenburgisches Staatstheater.
- 2002 – Die Bauchgeburt, von Rolf Kemnitzer. Saarländisches Staatstheater, Saarbrücken. Uraufführung.
- 2002 – Der böse Onkel, von Urs Odermatt. Theater Reutlingen. Uraufführung.
- 2004 – Hexenjagd, von Arthur Miller. Freilichtspiele Chur.
- 2005 – Trainspotting, von Irvine Welsh. Theater St. Gallen. Schweizer Erstaufführung.
- 2005 – Dieses. Kleine. Land., von Alfred Gulden. Saarländisches Staatstheater, Saarbrücken. Uraufführung, ISBN 3-938823-02-X.

### Regiestil
«(…) als (…) Beispiel für das breite Spektrum an Inszenierungsstilen im Schauspiel des Saarländischen Staatstheaters seien die am verstörendsten die Erwartungen ans Sprechtheater durchkreuzenden Arbeiten des Film- und Theaterregisseurs Urs Odermatt erwähnt. Seine Uraufführungen von Rolf Kemnitzers Die Bauchgeburt und Alfred Guldens Groteske Dieses. Kleine. Land. konfrontieren den Zuschauer mit einer Überfülle der sprachlichen und körperlich-gestischen Zeichen. Informations- und Impuls-Überfülle verweisen durch die filmschnittartige Videoclipästhetik auf das Ausschnitthafte unserer Wahrnehmung der Wirklichkeit und den Charakter des Sinnzusammenhangs als perspektivisches Konstrukt. Der Zuschauer muss seine kontemplative Haltung gegenüber dem Dargestellten ganz aufgeben und bewusst selektiv wahrnehmen. Die Grenze zum Nicht-semantisch-Fassbaren wird bei dieser Darstellungsform überschritten: Energetik tritt dort an die Stelle von ‹Sinn›, wo der Abgrund der Kommunikationslosigkeit und die Pervertierung von Sinnfragen zu reinen Machtfragen im Zuschauer evoziert werden soll. Odermatts Theater der rhythmisierten, verfremdeten, chorischen Stimmen und der expressiven Körperlichkeit versucht mit dem zu konfrontieren, was man auf der Oberfläche des medialen Theaters nicht sieht.»

### Bühnenbild
Bei den meisten Theaterinszenierungen von Urs Odermatt, insbesondere bei allen Uraufführungen, hat der Berliner Bühnenbildner Dirk Seesemann das Bühnenbild gebaut. Er unterstützte Urs Odermatts Inszenierungskonzepte «mit seiner minimalistischen Strenge.»

### Kritiken

#### Dieses. Kleine. Land.
«‹Dieses. Kleine. Land.› (…) befasst sich mit dem Für (Erhaltung) und Wider (Eingliederung) kleiner Länder, dem Wahnhaften einseitiger Ideen sowie dem Verfolgen persönlicher Interessen. Als Mittel bedient (…) sich Urs Odermatt hierbei der Grotesken, driftet gelegentlich sogar ab ins Absurde. Das Stück stellt sowohl Schauspieler, als auch die Zuschauer vor eine große Herausforderung».
«Nicht nur das Stück ‹Dieses. Kleine. Land.› wird zerlegt und neu montiert, sondern auch dessen Figuren und deren Sprache. Sätze fallen immer wieder wie Kartenhäuser zusammen, aus deren Trümmern neue Fassaden erstehen. Alles wird bei Odermatt zum Zitat im Zitat, weshalb Schlager-Refrains angesungen, Worte wie Vinyl-Platten gescratcht und Szenen (wie von Gulden ausdrücklich angelegt) als Spiel im Spiel laufen. Immer wieder entsteht so ein mal chorisches, mal konzertiertes Sprechen, dessen Dialogstimmen sich über- und zerschneiden. Ein dekonstruktivistisches Verfahren, das Pantomime mit Slapstick und absurdes Theater mit Konkreter Poesie mischt. Eine ganze Weile lang vermag dieses von Odermatt ganz ähnlich vor drei Jahren bei der Saarbrücker Uraufführung von Rolf Kemnitzers Die Bauchgeburt erprobte Zerlegungs-Ritual zu fesseln und die dialogischen Qualitäten von Guldens Stück freizulegen».

#### Der böse Onkel
«Odermatt hat sich umgeguckt, kreuzt als Autor Kroetzens Dorftragödien mit Ravenhills kaputtem Brit-Furor, gibt noch Castorf-Wildheit und Splatter-Movie bei – ein überladener, aber streitbarer Versuch. Als routinierter Regisseur strafft er seinen Theatererstling aber zur rasanten Groteske. Statt banaler Anklage zaubert er in einigen exzellent choreographierten Szenen tiefer lotende (Alb-)Traumbilder auf die Bühne. So kommt es, dass in den besten Momenten all die angerissenen Themen plötzlich verknüpft scheinen. Dann avanciert die Inszenierung zur bizarren Zeitanalyse, zu einem dunkel funkelnden Essay über Sexualität und Macht.»

#### Trainspotting
«Ein irrwitziges Ballett jagt vorüber, Wortkaskaden überschlagen sich, überlagern sich, durchdringen sich, oft kaum verständlich, dann wieder in einem Crescendo-Staccato sich einhämmernd: ‹Ich bin, ich war, ist alles schnell vorbei!› Wortkaskaden in einer kaum mehr überbietbaren Direktheit bis hin zur Fäkalsprache und doch wieder abgehoben in ein hoch artifizielles Idiom, übersteigert noch durch präzis eingesetztes Stottern oder echohaftes Repetieren einzelner Wörter oder Satzfetzen. (…) Urs Odermatts Inszenierung ist gnadenlos – in ihrer Unmittelbarkeit, fast noch mehr freilich in der rasanten Choreographie, welche dem Ensemble in papierraschelnden, mit Seiten aus Boulevardzeitungen bedruckten Kostümen eine ungeheure Präsenz abverlangt. Gnadenlos in einer körperlichen Nähe, die keiner Nacktheit oder auch nur Enthüllung bedarf, weil die innere Entblössung nach aussen gestülpt wird».

#### Hautnah
«Männer lassen die Hosen runter, Frauen brechen durch eine riesige Leinwandvagina auf die Bühne. So hinterrücks defloriert prangen die gespreizten Schamlippen dem Oldenburger Publikum direkt ins Gesicht. Die Premiere von Patrick Marbers ‹Hautnah› löste unter der Regie von Urs Odermatt den Titel des Stückes ein und trennte dadurch nach der Pause im Oldenburgischen Staatstheater zartbesaitetere TheatergängerInnen von den aufgeschlosseneren. Die bildeten dann aber eine klare Mehrheit und quittierten die Inszenierung mit viel Beifall».

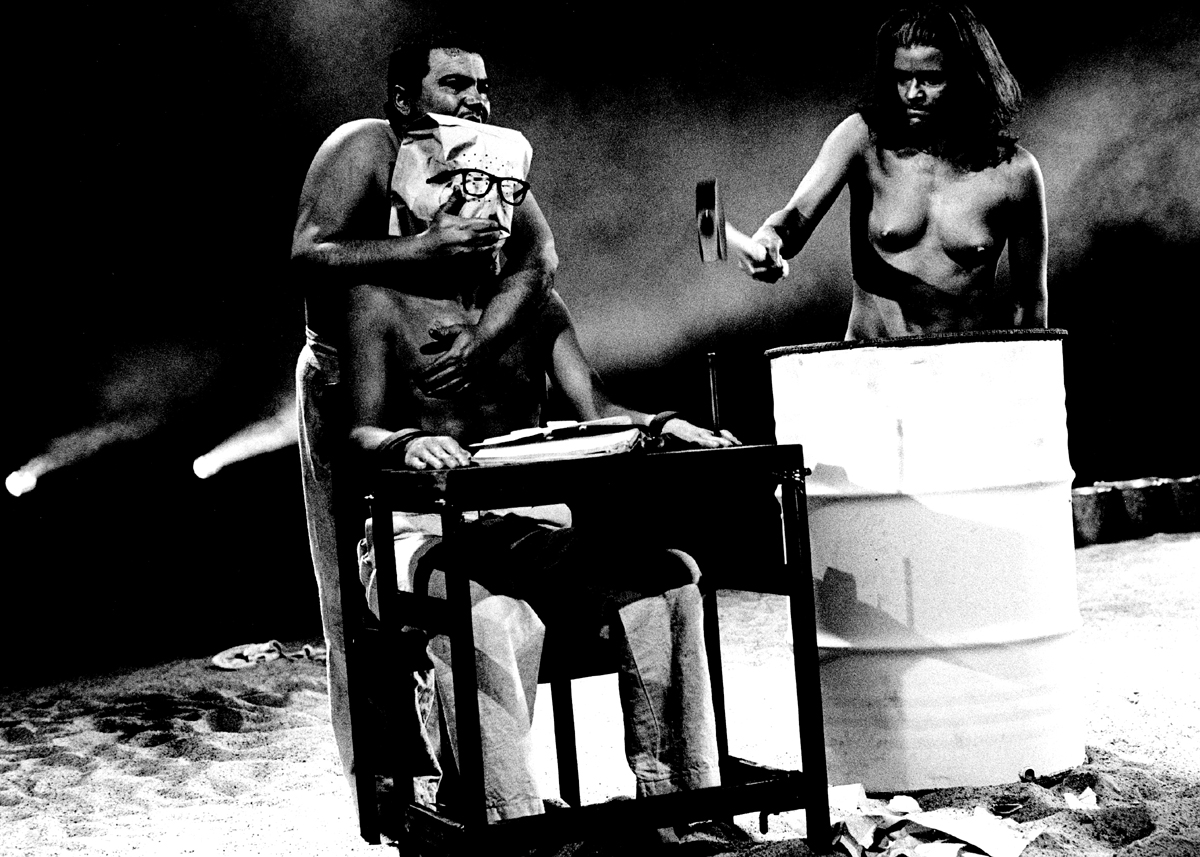
Der Ignorant und der Wahnsinnige
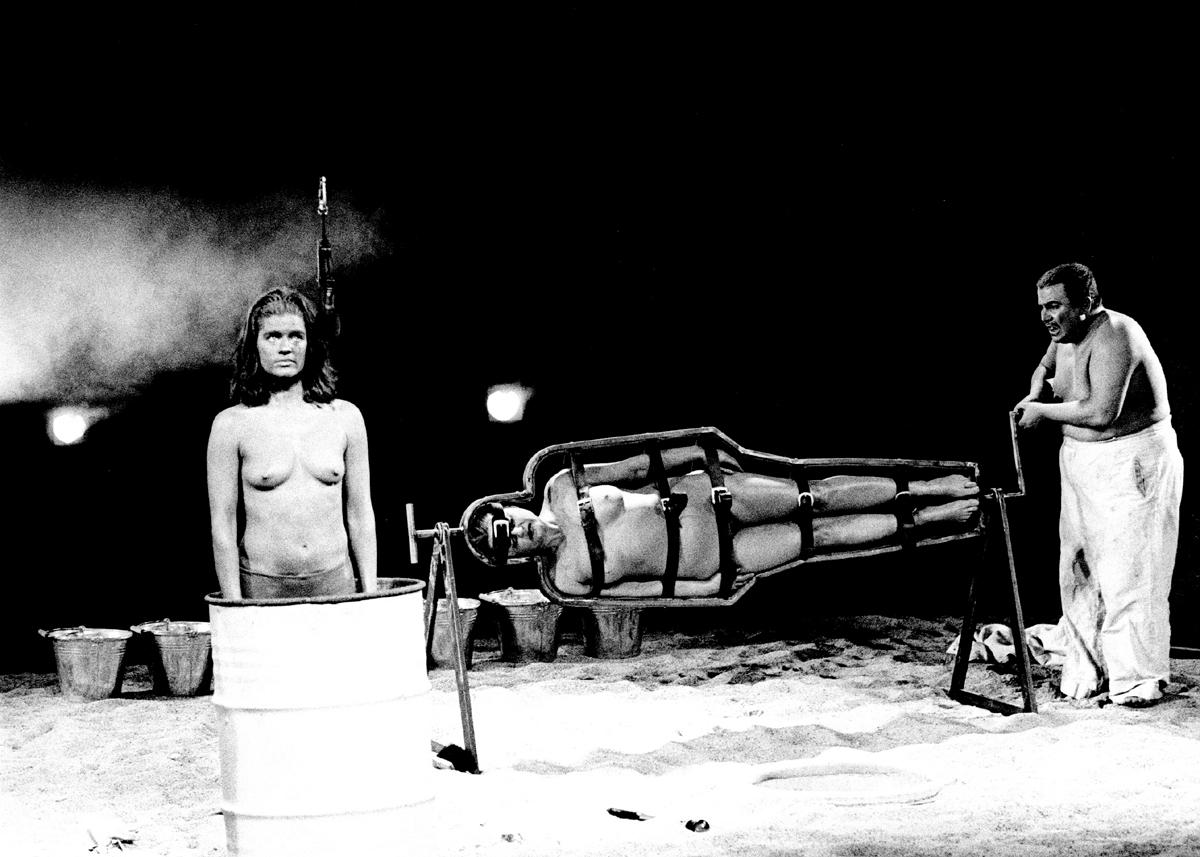
Der Ignorant und der Wahnsinnige
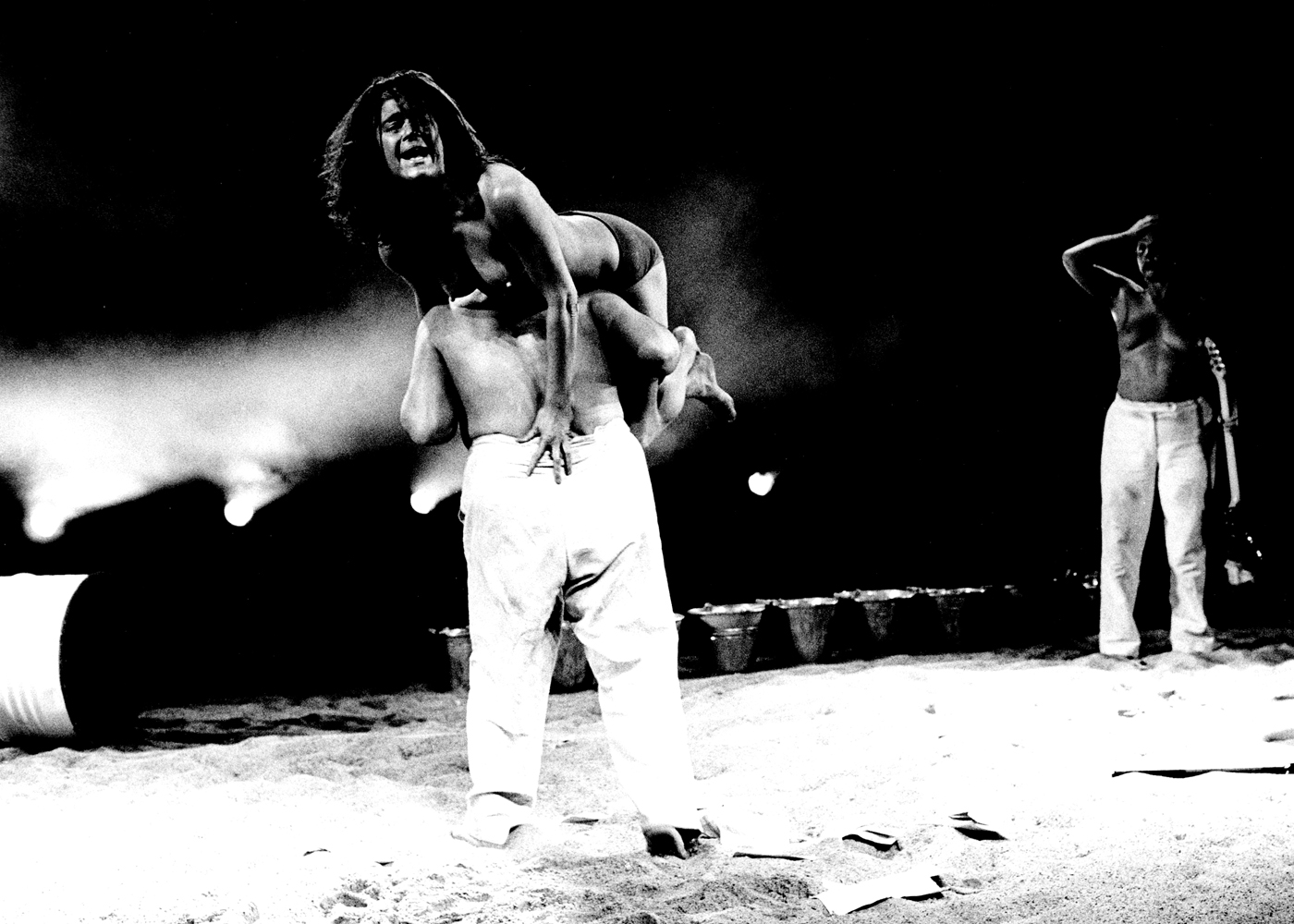
Der Ignorant und der Wahnsinnige
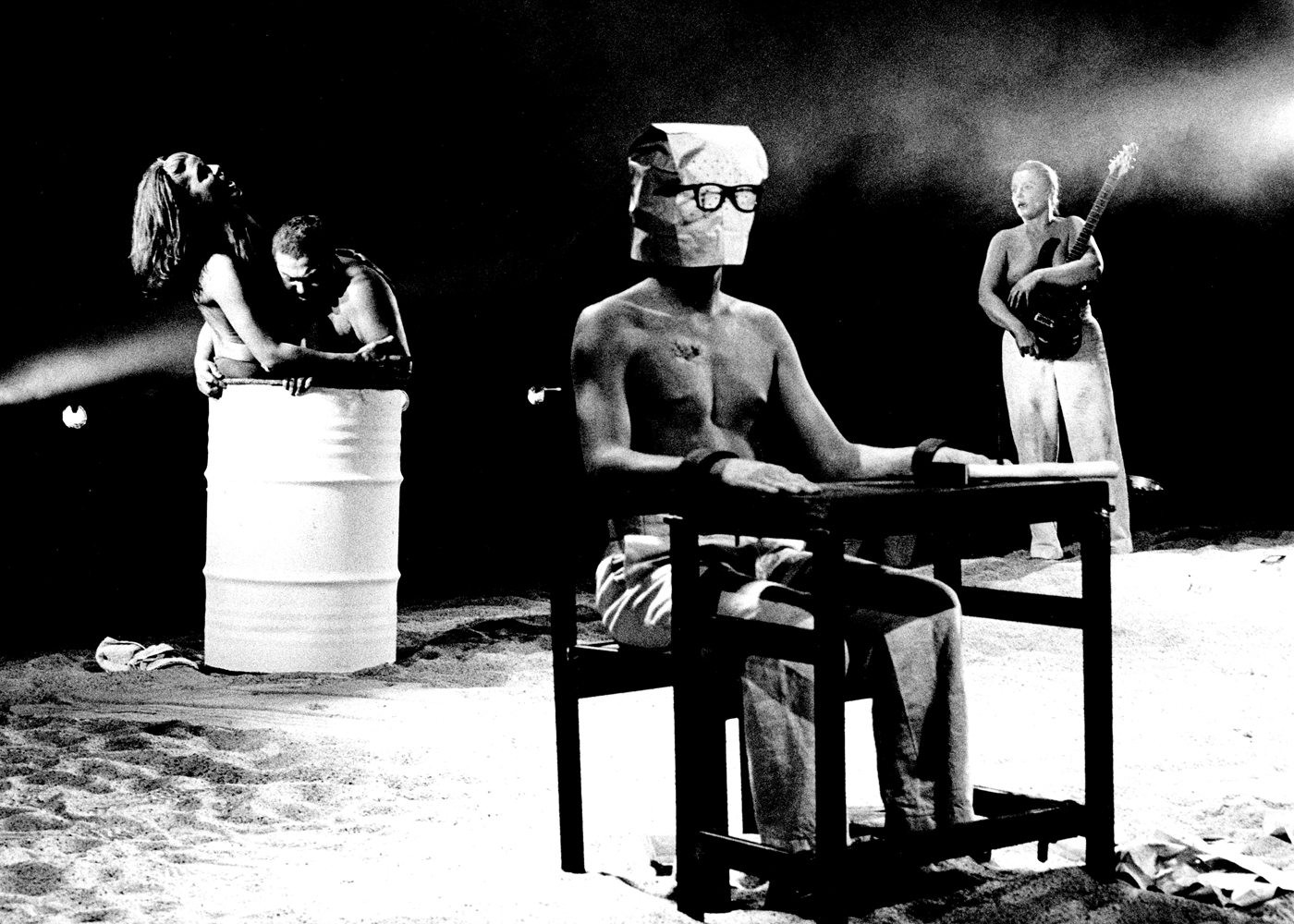
Der Ignorant und der Wahnsinnige

## Drehbücher, Theaterstücke, Hörspiele
- 1984 – Gekauftes Glück
- 1986 – Rotlicht!
- 1987 – Die Neger kommen
- 1989 – St. Moritz
- 1991 – Wachtmeister Zumbühl
- 1998 – Kora
- 2001 – Der böse Onkel
- 2004 – Fünfzehn beide
- 2006 – Targa Florio

## Schriften

### Autor
- Urs Odermatt: Schweiz – Freibrief für den Sonderfall «Ich». In: Dominik Riedo: Heidis + Peters. Eine Anthologie. Verlag Pro Libro, Luzern, ISBN 978-3-9523525-3-3.
- Urs Odermatt: Kora. Theaterstück. Theaterstückverlag, München 1998.
- Urs Odermatt: Wachtmeister Zumbühl. Drehbuch zu einem Spielfilm mit 79 Standphotos von Arnold Odermatt. Benteli Verlag, Bern 1994, ISBN 3-7165-0960-4.
- Urs Odermatt: Der böse Onkel. Theaterstück. In: Programmheft zur Uraufführung. Theater Reutlingen, Reutlingen 2002.

### Herausgeber
- Arnold Odermatt: Meine Welt. Photographien/Photographs 1939–1993. Benteli Verlag, Bern 1993 / 2001 / 2006, ISBN 3-7165-0910-8.
- Arnold Odermatt: Im Dienst. En service. On Duty. Steidl Verlag, Göttingen 2006, ISBN 3-86521-271-9.
- Arnold Odermatt: Karambolage. Steidl Verlag, Göttingen 2003, ISBN 3-88243-866-5 (deutsch, französisch, englisch).
- Arnold Odermatt: In zivil. Hors service. Off Duty. Steidl Verlag, Göttingen 2010, ISBN 978-3-86521-796-7.
- Arnold Odermatt: Feierabend. Après le boulot. After Work. Steidl Verlag, Göttingen 2016, ISBN 978-3-86930-973-6.